# Замък на Упсала
Замъкът на Упсала (на шведски: Uppsala Slott) е кралски замък от XVI век в историческата част на град Упсала, Швеция. През по-голямата част от ранната си история, замъкът е играел ключова роля в историята на страната.
Замъкът е изграден по времето, когато Швеция започва да се оформя като една от великите сили на Европа. Крал Густав Васа започва строежа на замъка през 1549 година. Всеки от кралете Ерик XIV, Йохан III и Карл IX е променял и разширявал цитаделата, докато тя добила вида на представителен ренесансов дворец. През 1630, крал Густав II Адолф обявява от това място решението си Швеция да участва в Тридесетгодишната война. Отново в този замък през 1654 година шведското правителство обявява абдикацията на кралица Кристина.
През 1702 избухнал пожар оставя Замъка на Упсала в руини. Реконструкцията отнема много години и е възпрепятствана от факта, че мястото е използвано за каменна кариера и отломки от замъка отиват за строежа на Стокхолмския дворец.
Замъкът на Упсала бил административен център на историческата провинция Упланд и „Държавна зала“ (Rikssalen) в продължениен а много години. Замъкът е резиденция на управителя на лен Упсала. Дипломатът Даг Хамаршьолд, бивш генерален секретар на Обединените нации, прекарал в Замъка детството си, докато баща му Хялмар Хамаршьолд заемал поста управител на лен Упсала.
Днес в Замъка се помещава и Музеят на изкуството в Упсала. Зад Замъка са се намирали дворцовите градини, днес Ботаническа градина към Университета в Упсала.